# گزینش جنسی در پرندگان

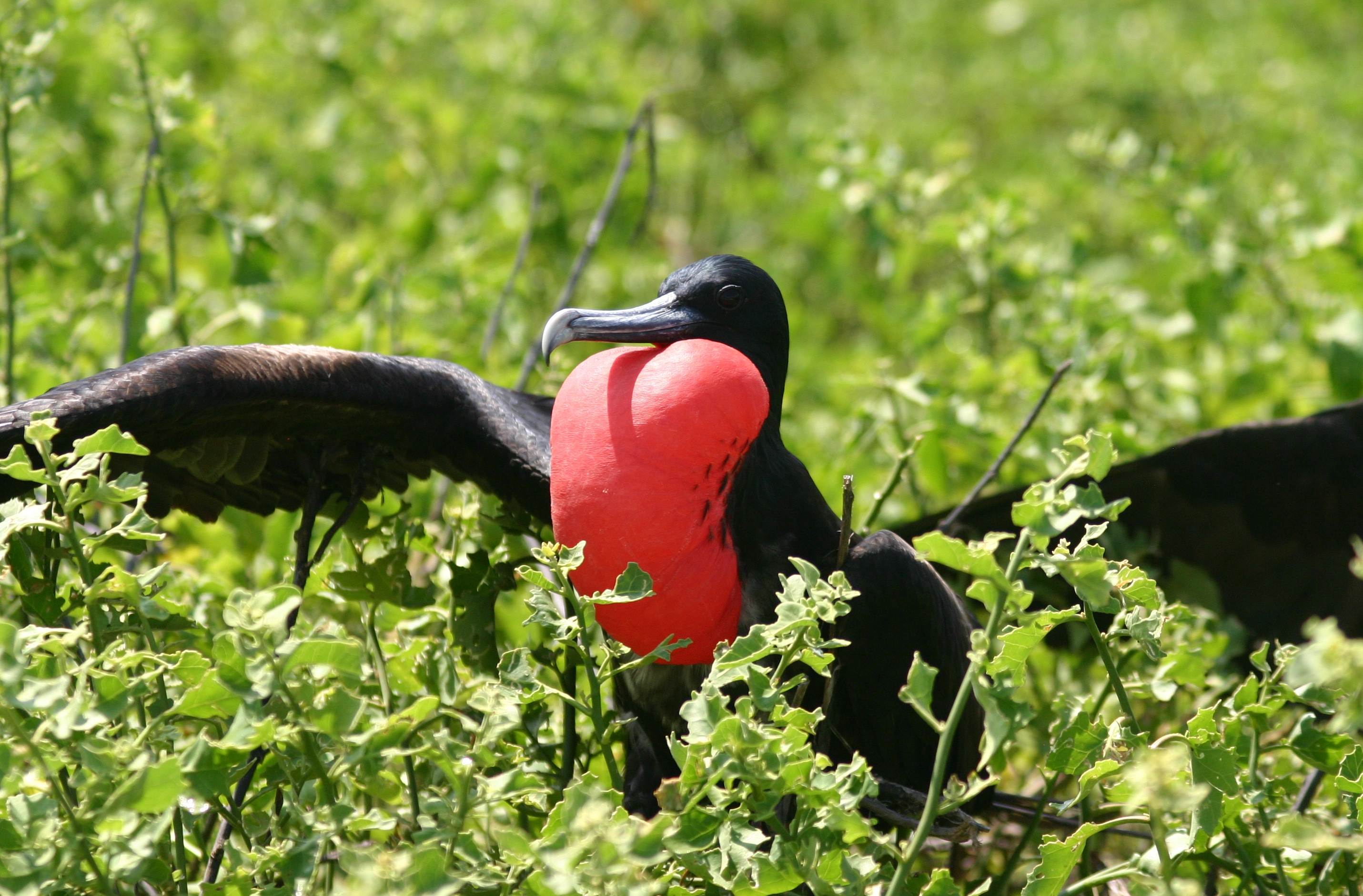
نمایش پرنده ناوچه نر بزرگتر

گزینش جنسی در پرندگان (به انگلیسی: Sexual selection in birds) به این موضوع مربوط می‌شود که چگونه پرندگان انواع رفتارهای جفت‌گیری را تکامل داده‌اند که دم طاووس شاید شناخته‌شده‌ترین نمونه گزینش جنسی و فرار فیشری باشد. دودیسی‌های جنسی معمول مانند تفاوت‌ها در اندازه و رنگ، ویژگی‌های پرهزینه‌ای هستند که موقعیت‌های زادآوری رقابتی را نشان می‌دهند. بسیاری از انواع گزیش‌های جنسی پرندگان شناسایی شده‌است. گزینش برون‌جنسی، همچنین به عنوان گزینش ماده شناخته می‌شود و رقابت درون‌جنسی، که در آن افراد از جنس فراوان برای کسب امتیاز جفت‌گیری با یکدیگر رقابت می‌کنند. صفت‌های گزینش‌شده از نظر جنسی اغلب تکامل می‌یابند تا در موقعیت‌های زادآوری رقابتی برجسته‌تر شوند، تا زمانی که این صفت محدود کردن برازش فرد را آغاز کند. تضاد بین برازش فردی و سازگاری‌های سیگنال‌دهی تضمین می‌کند که زیورهای گزینش‌شده از نظر جنسی مانند رنگ پر و رفتار نمایش جفت‌خواهی، صفت «راست‌گرایانه» هستند. سیگنال‌ها باید پرهزینه باشند تا اطمینان حاصل شود که تنها افراد با کیفیت خوب می‌توانند این زیورها و رفتارهای جنسی اغراق‌آمیز را ارائه دهند.
گونه‌های پرندگان اغلب گزینش برون‌جنسی را نشان می‌دهند، شاید به این دلیل که - به دلیل ساختار بدنی سبک‌شان - درگیری بین نرها ممکن است بی‌اثر یا ناکارامد باشد؛ بنابراین، پرندگان نر معمولاً از روش‌های زیر برای اغوای ماده‌ها استفاده می‌کنند:
- رنگ: برخی از گونه‌ها دارای پرهای خوش‌رنگ، گوناگون و اغلب رنگارنگ هستند.
- آواز: آواز پرندگان نر راه مهمی برای محافظت از قلمرو (گزینش درون‌جنسی) فراهم می‌کند.
- لانه‌سازی: در برخی گونه‌ها، نرها لانه‌هایی می‌سازند که ماده‌ها آن را تحت بازرسی دقیق قرار می‌دهند و نری را برمی‌گزینند که شگفت‌انگیزترین لانه را می‌سازد.
- رقص: نرها در مقابل ماده‌ها می‌رقصند. درناها یک مثال شناخته‌شده را ارائه می‌دهند.[۳]

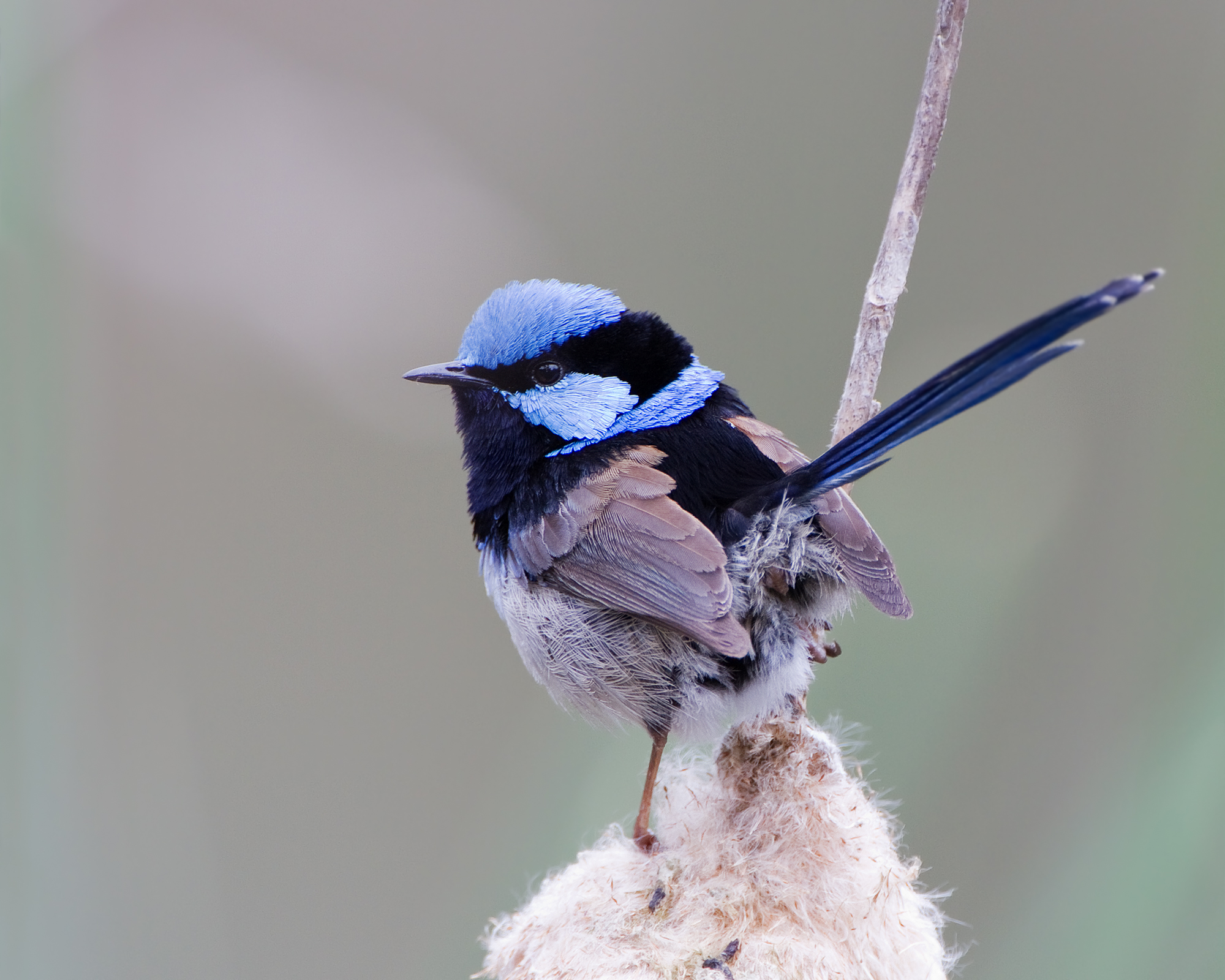
پری‌الیکایی والا در پروبال زادآوری

## برخی ویژگی‌های مهم در گزینش جنسی پرندگان
- سیگنال‌دهی آوایی
- سیگنال‌دهی دیداری
- سیگنال‌دهی بویایی
- نمایش جفت‌خواهی
- وضعیت چیرگی
- رفتار قلمروخواهی
- رقابت اسپرم
- نگهبانی جفت